# IC 4519
IC 4519 је спирална галаксија у сазвјежђу Волар која се налази на листи објеката дубоког неба у Индекс каталогу.
Деклинација објекта је + 37° 24' 47" а ректасцензија 14h 54m 44,4s. Привидна величина (магнитуда) објекта IC 4519 износи 14,5 а фотографска магнитуда 15,4. IC 4519 је још познат и под ознакама MCG 6-33-7, CGCG 193-9, NPM1G +37.0457, PGC 53311.